# Socotroniscus sacciformis
Socotroniscus sacciformis là một loài chân đều trong họ Trachelipodidae. Loài này được Ferrara & Taiti miêu tả khoa học năm 1996.